# أوتشي أوكيتشوكوو
أوتشي أوكيتشوكوو (مواليد 27 سبتمبر 1967) هو لاعب كرة قدم. يلعب مع منتخب نيجيريا لكرة القدم. سبق له أن لعب في كأس العالم لكرة القدم مع منتخب بلاده.

## روابط خارجية
- أوتشي أوكيتشوكوو على موقع الاتحاد الدولي (مؤرشف)  (الإنجليزية)
- أوتشي أوكيتشوكوو على موقع اتحاد تركيا (لاعب) (الإنجليزية)
- أوتشي أوكيتشوكوو على موقع قاعدة بيانات كرة القدم.إي يو (الإنجليزية)
- أوتشي أوكيتشوكوو على موقع ناشيونال فوتبول تيمز (الإنجليزية)
- أوتشي أوكيتشوكوو على موقع Soccerway.com (الإنجليزية)
- أوتشي أوكيتشوكوو على موقع عالم كرة القدم.نت (الإنجليزية)
- أوتشي أوكيتشوكوو على موقع أوليمبيديا (الإنجليزية)